# Церковь Константина и Елены (Киев)
Храм Святого Димитрия Ростовского и равноапостольных Константина и Елены — утраченный православный храм в Киеве, памятник украинского барокко. Разрушена коммунистами в 1930-х годах. Сохранившаяся трапезная расположена по адресу: ул. Щекавицкая, 6/8.

## История
Деревянный храм в честь равноапостольных Константина и Елены известен по документам с 1682 года. В 1742-50 годах на его месте был построен каменный храм с колокольней. В то же время был построен и трапезный храм в честь Святого Димитрия Ростовского. Это одна из первых работ Ивана Григоровича-Барского. 
В сталинский период храм и колокольня были разрушены, но трапезный храм, перестроенный в XIX веке, сохранился, так как использовался в качестве спортзала. 
Здание трапезной передано Украинского православной церкви Московского патриархата в 2005 году. Освящено 14 октября 2005 года. В храме хранятся иконы святых Дмитрия Ростовского и Луки Крымского с частицами мощей. Имеются планы достройки купола, чтобы придать храму законченный вид.

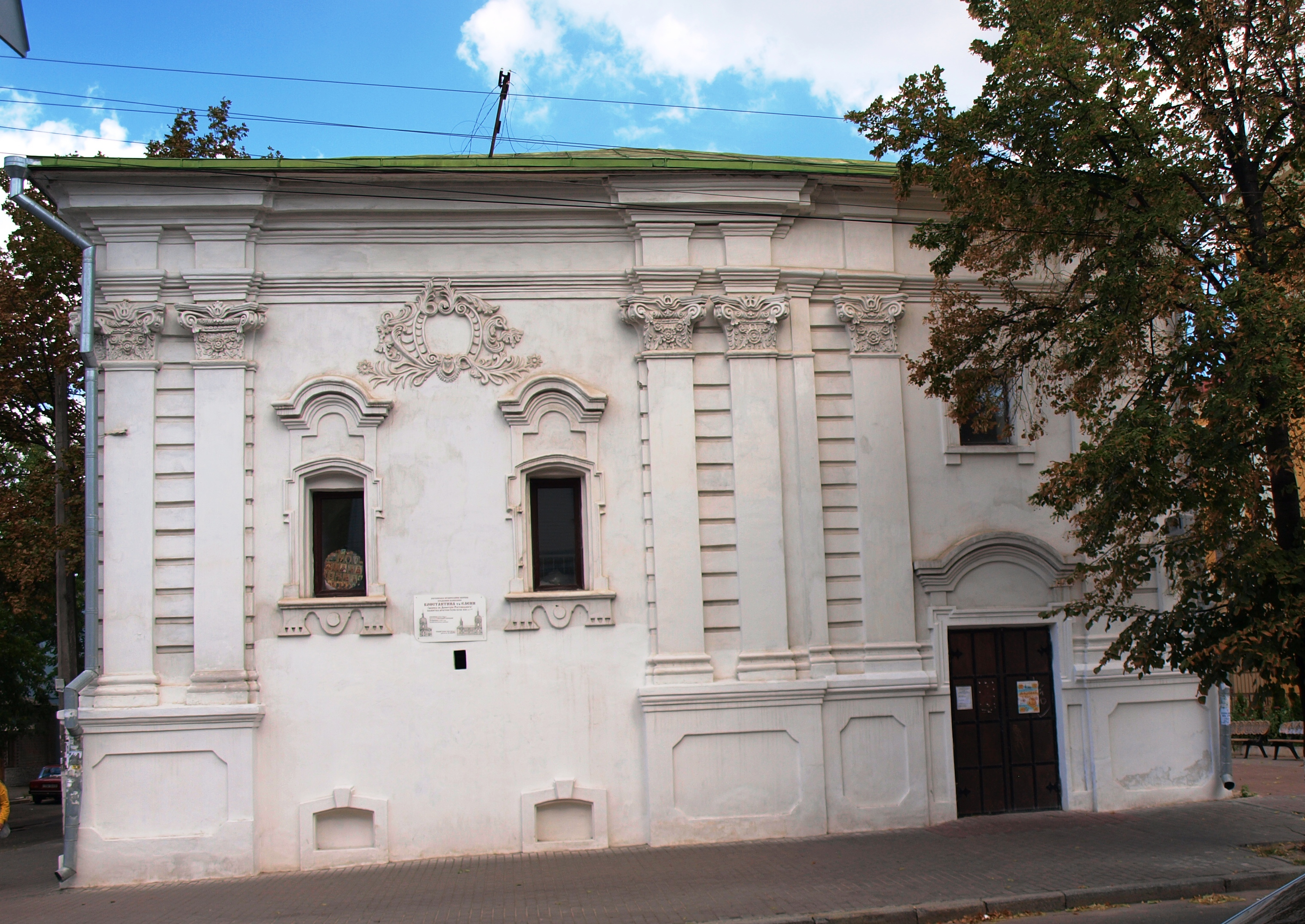
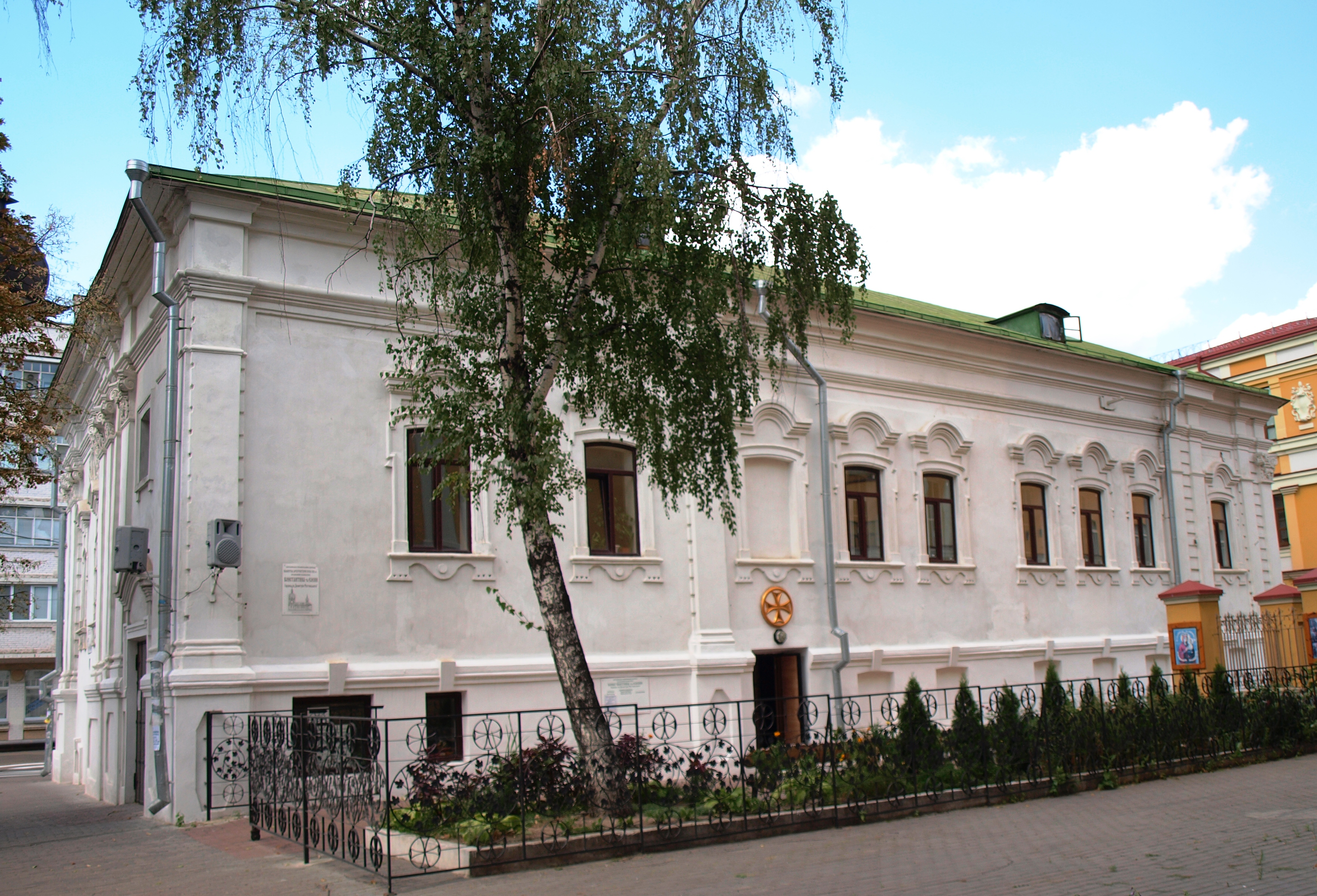